# David McVicar
David McVicar (født 1966) er en skotsk opera- og teaterinstruktør fra Glasgow. Han blev uddannet som skuespiller fra Royal Scottish Academy of Music and Drama i 1989. I 2007 blev han af The Independent nævnt som en af 100 mest indflydelsesrige homoseksuelle i Det forenede kongerige.
David McVicars opsætning af L'incoronazione di Poppea, der fik gode anmeldelser i dansk presse, har kunnet ses på Det Kongelige Teater. McVicar er i sæsonen 2009-2010 aktuel med en opsætning af Carmen i Operaen.

## Udvalgte produktioner
- Agrippina: La Monnaie, Théâtre des Champs Elysées, English National Opera
- Alcina: Bilbao, Oviedo
- Billy Budd: Lyric Opera of Chicago
- La bohème: Glyndebourne Festival Opera
- Carmen: Glyndebourne Festival Opera
- La clemenza di Tito: English National Opera
- Les contes d'Hoffmann: Salzburg Festival, Vlaamse Opera
- Don Giovanni: La Monnaie
- Faust: La Monnaie
- Fidelio: New Zealand International Arts Festival
- Giulio Cesare in Egitto: Glyndebourne Festival Opera
- Hamlet: Opera North
- Idomeneo: Vlaamse Opera, Scottish Opera
- L'incoronazione di Poppea: Théâtre des Champs Elysées, Opéra national du Rhin, Den Kongelige Opera
- Macbeth: Mariinskij-teatret, Royal Opera House
- Madama Butterfly: Scottish Opera
- Manon: New Zealand Opera, Dallas Opera, Houston Grand Opera, Liceu
- A Midsummer Night's Dream: La Monnaie
- Le nozze di Figaro: Royal Opera House
- The Rape of Lucretia: Aldeburgh Festival
- Il re pastore: Opera North
- Rigoletto: Royal Opera House
- Der Rosenkavalier: Opera North, Scottish Opera
- Semele: Théâtre des Champs Elysées, Opéra national du Rhin
- Sweeney Todd: Opera North
- Tamerlano: Deutsche Oper am Rhein
- Tosca: English National Opera
- Il trovatore: The Metropolitan Opera, Lyric Opera of Chicago, San Francisco Opera
- Die Zauberflöte: La Monnaie, Royal Opera House

## Videoindspilninger
McVicars opsætninger af Faust, Le nozze di Figaro, Die Zauberflöte, Rigoletto og Salome på Royal Opera House, Covent Garden, hans Carmen, den højt roste Giulio Cesare in Egitto fra Glyndebourne og hans Manon på Gran Teatre del Liceu er alle tilgængelige på DVD.

## Links
- Information om David McVicar Arkiveret 27. september 2007 hos  Wayback Machine
- Interview med David McVicar i Positive Nation Arkiveret 24. september 2006 hos  Wayback Machine
- Interview med David McVicar i The Independent Arkiveret 8. februar 2006 hos  Wayback Machine